# Alguaire
Alguaire ist eine Gemeinde im Comarque Segrià in Katalonien, Spanien. In der Gemeinde, welche über 2.986 Einwohnern (Stand: 2024) verfügt, befindet sich auch der 2010 eröffnete Flughafen Lleida-Alguaire.